# Prüfen
Prüfen bedeutet nach DIN 1319 das Feststellen, inwieweit ein Prüfobjekt eine Forderung erfüllt.
Wird nur mit dem menschlichen Sinnen – ohne Hilfsmittel – geprüft, spricht man vom subjektiven Prüfen. Die Prüfergebnisse sind nur schlecht miteinander vergleichbar. Werden Hilfsmittel – sogenannte Prüfmittel – verwendet, so spricht man vom objektiven Prüfen.
Objektive Prüfverfahren werden in die Arten Messen und Lehren unterteilt. 
Beim Messen wird ein physikalischer Größenwert mit einem Messgerät erfasst und ein Messergebnis ermittelt. 
Beim Lehren wird mit Hilfe einer Lehre festgestellt, ob die Eigenschaft des zu prüfenden Objektes innerhalb vorgegebener Grenzen liegt oder nicht. Das Prüfergebnis beim Lehren ist kein Zahlenwert, sondern eine Gut- / Ausschuss- /Nacharbeit-Aussage. Oft lässt sich beim Lehren erkennen, in welche Richtung die Grenze über- oder unterschritten wurde. 